# Estación de Vale de Prazeres
La Estación Ferroviaria de Vale de Prazere, igualmente conocida como Estación de Vale de Prazares, es una plataforma de ferrocarriles de la Línea de la Beira Baixa, que sirve a la parroquia de Vale de Prazeres, en el Distrito de Castelo Branco, en Portugal.

## Descripción

### Localización y accesos
Esta plataforma tiene acceso por la Calle de la Estación, junto a la localidad de Vale de Prazeres.

### Vías de circulación y plataformas
En enero de 2011, presentaba dos vías de circulación, con 1150 y 987 metros de longitud, y dos plataformas, con 99 y 160 metros de extensión, y 35 y 70 centímetros de altura.

### Servicios
En julio de 2011, la estación era utilizada por servicios Regionales, operados por la empresa Comboios de Portugal.

## Historia
Esta plataforma se encuentra entre las estaciones de Abrantes y Covilhã, tramo este que comenzó a ser construido a finales de 1885, y entró en explotación el 6 de septiembre de 1891.